# Separate Ways (王菲の曲)
『Separate Ways』（セパレイト・ウェイズ）は、中国出身の歌手・フェイ・ウォン（王菲）の4枚目のシングル。

## 概要
- 初回限定盤には海倫仙度絲年度CM曲「シャナイア（香奈兒）」（中国北京語ヴァージョン）を収録してある。
- 表題曲「Separate Ways」は、フジテレビ系放送のテレビドラマ『ウソコイ』のオープニングテーマ主題歌。
- コンピュータRPG『ファイナルファンタジーVIII』のエンディングテーマですでにシングル化もされた「Eyes On Me」も収録。
- 香港版・台湾版・中国大陸版でも発行。

## 曲目リスト
1. Separate Ways (Original Version) （4:34）
  - 作詞：カジヒデキ／作曲：カジヒデキ／編曲：Envers
2. Separate Ways (128 Beat Mix) （4:14）
  - 作詞：カジヒデキ／作曲：カジヒデキ／編曲：Ansen（ゆか）
3. Eyes on Me （5:42）
  - 作詞：染谷和美／作曲：植松伸夫／編曲：浜口史郎
4. シャナイア （4:54）
  - 作詞：林夕／作曲：フェイ・ウォン／編曲：張亞東
5. Separate Ways (Instrumental) （4:34）